# I. e. 422
Évszázadok: i. e. 6. század – i. e. 5. század – i. e. 4. század
Évtizedek: i. e. 470-es évek – i. e. 460-as évek – i. e. 450-es évek – i. e. 440-es évek – i. e. 430-as évek – i. e. 420-as évek – i. e. 410-es évek – i. e. 400-as évek – i. e. 390-es évek – i. e. 380-as évek – i. e. 370-es évek
Évek: i. e. 427 – i. e. 426 – i. e. 425 – i. e. 424 –  i. e. 423 – i. e. 422 – i. e. 421 – i. e. 420 – i. e. 419 – i. e. 418 – i. e. 417

## Események

### Görögország
A peloponnészoszi háborúban az athéni Kleon véget vet a fegyverszünetnek és mintegy 1200 hoplitával és 300 lovasal elindul, hogy visszafoglalja a spártai Braszidasz által a fegyverszünet ellenére korábban megszállt makedóniai Amphipoliszt. Az amphipoliszi csata spártai győzelemmel ér véget, de mind Kleon, mind Braszidasz (a háborús pártok prominens vezérei államaikban) elesik a csatában. Athénban Alkibiadész kerül a háborús párt élére. 

### Itália
Rómában a consuli hatáskörű katonai tribunusok: Lucius Manlius Capitolinus, Quintus Antonius Merenda és Lucius Papirius Mugillanus.

## Kultúra
- Először adják elő Arisztophanész A darazsak c. komédiáját és a Lenaia athéni fesztiválon második díjat nyer.

## Halálozások
- Braszidasz, spártai hadvezér
- Kleon, athéni politikus

## Fordítás
- Ez a szócikk részben vagy egészben  a(z)   422 BC című angol Wikipédia-szócikk ezen változatának fordításán alapul.  Az eredeti cikk szerkesztőit annak laptörténete sorolja fel. Ez a jelzés csupán a megfogalmazás eredetét és a szerzői jogokat jelzi, nem szolgál a cikkben szereplő információk forrásmegjelöléseként.